# NMB48
NMB48 (англ. Ен-ем-бі фотіейт) — японська ідол-група, що дебютувала в 2011 році як друга сестринська група AKB48, продюсрвана поетом-піснярем Ясуси Акімото. NMB48 названі на честь району Намбу в Осаці, де базується група. Група виступає в театрі NMB48, який розташований в підвалі будівлі Yes-Namba в Намбу, Осака. Група продала в Японії понад 9 мільйонів компакт-дисків.

## Історія

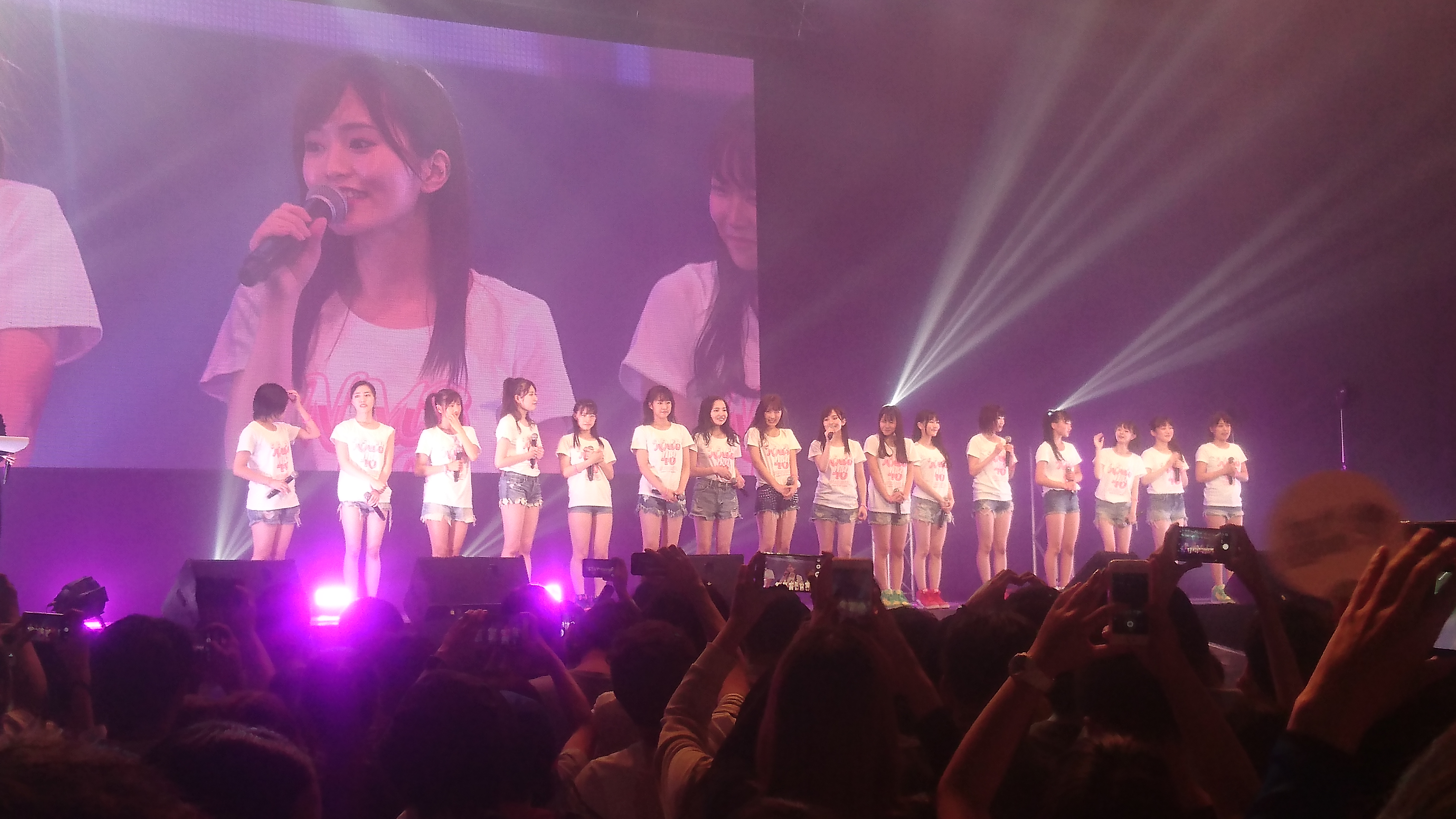
NMB48 під час азіатської туру в Бангкоку в 2017 році

10 липня 2010 року AKB48 оголосили, що вони будуть формувати другу «групу-сестру». NMB48 офіційно вперше виступила 9 жовтня 2010 на концерті AKB48 Токіо-аки-мацурі (AKB48東京秋祭り). Ясуси Акімото оголосив, що група буде складатися з 26 учасниць .
NMB48 випустила свій дебютний сингл «Zetsumetsu Kurokami Shōjo» 20 липня 2011 року. За перший тиждень було продано 218 000 примірників, що дозволило групі очолити в Японії національний чарт синглів. Це перша жіноча група після Passpo, чий дебютний сингл зайняв 1-шу позицію в чарті синглів.
У перший день концерту AKB48 Tokyo Dome, який відбувся 24 серпня 2012 року, було оголошено, що учасниця команди A AKB48 Юї Йокояма буде одночасно перебувати і в NMB48. Міюкі Ватанабе з команди N буде одночасно займати позицію в AKB48, команда B. Також Рихо Котана з команди N буде одночасно займати позицію в AKB48, команда A .
3 вересня Еріко Джо, член команди M, оголосила, що залишає групу під час виступу в театрі . Її «випускний» концерт пройшов 28 вересня в Театрі NMB48. Після випуску Джо двоє учасниць з Team M оголосили про свій відхід на початку жовтня. 9 жовтня троє стажистів були переведені в команду M, щоб замінити минулих учасниць. Фууко Ягур стала новим «центральним» членом Команди М.
10 жовтня шістнадцять стажистів з третього покоління сформували команду BII . 19 грудня Юи Йокояма була переведена в команду N.
18 квітня 2013 року учасниця першого покоління Нана Ямада була переведена з команди N до команди M, а стажерки Нарума Кога і Айка Нисимура були переведені в команду N. На концерті групи AKB48 в Ніппон Будокан 28 квітня була оголошено, що одночасне перебування Юї Йокояма в групі закінчиться, і що учасниця AKB48 Міорі Ітікава буде одночасно обіймати посаду в команді N.
24 лютого 2014 року в групах AKB48 відбулися серйозні зміни в NMB48. Саяка Ямамото стала членом Команди К. Міюкі Ватанабе стала одночасним членом Команди S і була переведена з Команди N в Команду BII. Маю Огасавара була повністю переведена в Команду B, Нана Ямада стала членом Команди KII. 15 жовтня Нана Ямада оголосила про свій випуск в прямому ефірі, присвяченому 4-й річниці гурту, і відхід з групи 3 квітня 2015 року .
31 березня 2015 року група випустила свій 11-й сингл «Do not Look Back!». Це був перший сольний центр Нани Ямади, а також її останній раз на синглі NMB48 і сенбацу. 15 липня група випустила свій 12-й сингл «Dorian Shōnen». Ріріко Суто була вперше центром в сенбацу. 7 жовтня група випустила свій 13-й сингл «Must be now».
13 квітня 2016 року Міюкі Ватанабе оголосила про свій випуск з групи. У той же день Саяка Ямамото оголосила про свій відхід з команди K AKB48.
27 квітня група випустила свій 14-й сингл «Amagami Hime».
3 серпня вийшов 15-й сингл «Amagami Hime». Міюкі Ватанабе була востаннє центровою учасницею в сенбацу. Музичне відео для сторони A було знято в Таїланді.
28 грудня група випустила свій 16-й сингл «Boku Igai no Dareka».
27 грудня 2017 року група випустила свій 17-й сингл «Warota People». Це був перший і єдиний сингл, що вийшов того року.
4 квітня 2018 року група випустила 18-й сингл «Yokubomono». 15 червня шість учасниць NMB48 (Кокона Умеяма, Кокоро Найки, Юка Като, Миру Сірома, Азуса Уемура і САЕ Мурасе) приєдналися до шоу на виживання Produce 48. Кокона Умеяма, і Азуса Уемура покинули шоу. Кокоро Найки, Юка Като, САЕ Мурасе і Світу Сірома зайняли 87, 74, 22 і 20 місця. Жодна з них не добралася до фінального складу IZ * ONE.
30 липня Саяка Ямамото, капітан команди N, оголосила в літньому турі NMB48 LIVE TOUR 2018, і що вона відходить з NMB48. 25 вересня група випустила відеокліп на свій 19-й сингл «Boku Datte naichau yo», який вийшов 17 жовтня.
20 лютого 2019 року група випустила свій 20-й сингл «Tokonoma Seiza Musume». Миру Сірома стала центром цього синглу. 14 серпня група випустила свій 21-й сингл «Bokō e Kaere!» який був їх першим синглом, що вийшов в період Рейва. 4 вересня Юрі Ота оголосила про свій випуск. 6 листопада група випустила свій 22-й сингл «Hatsukoi Shijo Shugi».
19 серпня 2020 року група випустила свій 23-й сингл «Datte Datte Datte». Сингл мав вийти 13 травня, але був перенесений через Пандемії COVID-19.

## Склад групи

### Склад N
Капітаном Team N є Каваками Тихиро.
| Ім'я учасниці                                                      |
| ------------------------------------------------------------------ |
| Ісіда Юмі (яп. 石田優美, нар. 12 жовтня 1998 в преф. Хіого)        |
| Ідзумі Аяно (яп. 泉綾乃, нар. 22 листопада 2004 в преф. Кіото)     |
| Каваками Тихиро (яп. 川上千尋, нар. 17 грудня 1998 в преф. Осака)  |
| Кавано Нанахо (яп. 河野奈々帆, нар. 18 травня 2002 в преф. Осака)  |
| Сакамото Нами (яп. 坂本夏海, нар. 21 липня 1999 в преф. Токіо)     |
| Садано Харука (яп. 貞野遥香, нар. 30 червня 2002 в преф. Осака)    |
| Сьобу Марин (яп. 菖蒲まりん, нар. 29 грудня 1999 в преф. Хоккайдо) |
| Симидзу Рика (яп. 清水里香, нар. 15 вересня 1998 в преф. Тіба)     |
| Минами Хааса (яп. 南羽諒, нар. 2 квітня 2001 в преф. Осака)        |
| Мурасе Сае (яп. 村瀬紗英, нар. 30 березня 1997 в преф. Осака)      |
| Ямасаки Аміру (яп. 山崎亜美瑠, нар. 21 липня 2001 в преф. Хіого)   |
| Йосіда Акари (яп. 吉田朱里, нар. 16 серпня 1996 в преф. Осака)     |

### Склад M
Капітаном Team M є Сібуя Нагіса.
| Ім'я учасниці                                                   |
| --------------------------------------------------------------- |
| Абе Вакана (яп. 安部若菜, нар. 18 липня 2001 в преф. Осака)     |
| Ісідзука Акари (яп. 石塚朱莉, нар. 11 липня 1997 в преф. Тіба)  |
| Ідзірі Анна (яп. 井尻晏菜, нар. 20 січня 1995 в преф. Кіото)    |
| Уно Мидзуки (яп. 鵜野みずき, нар. 23 жовтня 1996 в преф. Нара)  |
| Сибуя Нагиса (яп. 渋谷凪咲, нар. 25 серпня 1996 в преф. Осака)  |
| Сирома Миру (яп. 白間美瑠, нар. 14 жовтня 1997 в преф. Осака)   |
| Сугиура Котоне (яп. 杉浦琴音, нар. 18 грудня 2000 в преф. Айті) |
| Дегуті Юїна (яп. 出口結菜, нар. 22 червня 2001 в преф. Нара)    |
| Хори Сион (яп. 堀詩音, нар. 29 травня 1996 в преф. Хоккайдо)    |
| Маеда Реіко (яп. 前田令子, нар. 26 вересня 2000 в преф. Осака)  |
| Мидзута Сіори (яп. 水田詩織, нар. 21 грудня 1998 в преф. Ехіме) |
| Ясуда Момоне (яп. 安田桃寧, нар. 8 червня 2001 в преф. Осака)   |

### Склад BII
Капітаном Team BII, а також капітаном NMB48 є Кодзіма Карін.
| ім'я учасниці                                                       |
| ------------------------------------------------------------------- |
| Адзума Юкі (яп. 東由樹, нар. 17 лютого 1996 в преф. Хіого)          |
| Умеяма Кокона (яп. 梅山恋和, нар. 7 серпня 2003 в преф. Осака)      |
| Окамото Рена (яп. 岡本怜奈, нар. 22 грудня 2005 в преф. Осака)      |
| Огава Юка (яп. 小川結夏, нар. 24 червня 1998 в преф. Канагава)      |
| Като Юка (яп. 加藤夕夏, нар. 1 серпня 1997 в преф. Осака)           |
| Кодзима Карин (яп. 小嶋花梨, нар. 16 липня 1999 в преф. Сайтама)    |
| Сиоцуки Кейто (яп. 塩月希依音, нар. 15 грудня 2005 в преф. Осака)   |
| Дзёниси Рей (яп. 上西怜, нар. 28 травня 2001 в преф. Сига)          |
| Синдзава Нао (яп. 新澤菜央, нар. 2 серпня 1998 в преф. Хіого)       |
| Накагава Міон (яп. 中川美音, нар. 16 листопада 2002 в преф. Осака)  |
| Накано Мірай (яп. 中野美来, нар. 10 грудня 2002 в преф. Нара)       |
| Хара Карен (яп. 原かれん, нар. 15 березня 2001 в преф. Осака)       |
| Хонго Юдзуха (яп. 本郷柚巴, нар. 12 січня 2003 в преф. Осака)       |
| Миякэ Юріа (яп. 三宅ゆりあ, нар. 16 травня 2005 в преф. Кіото)      |
| Ямада Судзу (яп. 山田寿々, нар. 11 грудня 2001 в преф. Осака)       |
| Ямамото Аяка (яп. 山本彩加, нар. 6 серпня 2002 в преф. Хіого)       |
| Ямамото Микана (яп. 山本望叶, нар. 11 березня 2002 в преф. Ямагуті) |
| Йоконо Сумире (яп. 横野すみれ, нар. 12 грудня 2000 в преф. Осака)   |

## Дискографія

### Студійні альбоми
| рік  | інформація | Oricon album chart | Перший тиждень | всього  |
| ---- | --- | ------------------ | -------------- | ------- |
| 2013 | Teppen Tottande! (яп. てっぺんとったんで!)で - Реліз: 27 лютого 2013 року - Лейбл: Laugh out loud! Records - Формат: CD                                            | 1                  | 328,436        | 421,129 |
| 2014 | Sekai no Chuushin wa Osaka ya ~Namba Jichiku~ (яп. 世界の中心は大阪や ～なんば自治区～) - Реліз: 13 серпня 2014 року - Лейбл: laugh out loud! records - Формат: CD | 1                  | 325,249        | 399,721 |
| 2017 | Namba Ai ~Ima, Omou Koto~ (яп. 難波愛～今、思うこと～) - Реліз: 2 серпня 2017 року - Лейбл: laugh out loud! records - Формат: CD                                   | 1                  | 159,387        | 203,303 |

### Сингли
| Реліз                 | Назва                       | Позиція                     | Позиція                 | Oricon продажі | Oricon продажі | Альбом                                        |
| Реліз                 | Назва                       | Oricon Weekly Singles Chart | Billboard Japan Hot 100 | Перший тиждень | Разом          | Альбом                                        |
| --------------------- | --------------------------- | --------------------------- | ----------------------- | -------------- | -------------- | --------------------------------------------- |
| 20 липня 2011 року    | «Zetsumetsu Kurokami Shōjo» | 1                           | 2                       | 218,441        | 267,810        | Teppen Tottande!                              |
| 19 жовтня 2011 року   | «Oh My God!»                | 1                           | 3                       | 265,435        | 325,784        | Teppen Tottande!                              |
| 8 лютого 2012 року    | «Junjō U-19»                | 1                           | 1                       | 329,438        | 376,563        | Teppen Tottande!                              |
| 9 травня 2012 року    | «Nagiichi»                  | 2                           | 2                       | 375,785        | 451,489        | Teppen Tottande!                              |
| 8 серпня 2012 року    | «Virginity»                 | 1                           | 1                       | 315,205        | 396,543        | Teppen Tottande!                              |
| 7 листопада 2012 року | «Kitagawa Kenji»            | 1                           | 1                       | 317,051        | 410,269        | Teppen Tottande!                              |
| 19 червня 2013 року   | «Bokura no Eureka»          | 1                           | 1                       | 481,843        | 558,892        | Sekai no Chuushin wa Osaka ya ~Namba Jichiku~ |
| 2 жовтня2013 року     | «Kamonegikkusu»             | 1                           | 1                       | 374,644        | 509,210        | Sekai no Chuushin wa Osaka ya ~Namba Jichiku~ |
| 26 марта 2014 року    | «Takane no Ringo»           | 1                           | 1                       | 406,579        | 451,949        | Sekai no Chuushin wa Osaka ya ~Namba Jichiku~ |
| 5 листопада 2014 року | «Rashikunai»                | 1                           | 2                       | 420,326        | 499,659        | Namba Ai ~Ima, Omou Koto~                     |
| 31 марта 2015 року    | «Don't Look Back!»          | 2                           | 1                       | 447,282        | 532,379        | Namba Ai ~Ima, Omou Koto~                     |
| 15 липня 2015 року    | «Dorian Shōnen»             | 1                           | 2                       | 371,276        | 450,301        | Namba Ai ~Ima, Omou Koto~                     |
| 7 жовтня2015 року     | «Must be now»               | 1                           | 1                       | 307,036        | 418,060        | Namba Ai ~Ima, Omou Koto~                     |
| 27 квітня 2016 року   | «Amagami Hime»              | 1                           | 1                       | 230,163        | 293,812        | Namba Ai ~Ima, Omou Koto~                     |
| 3 серпня 2016 року    | «Boku wa Inai»              | 1                           | 1                       | 304,315        | 363,583        | Namba Ai ~Ima, Omou Koto~                     |
| 28 грудня 2016 року   | «Boku Igai no Dareka»       | 1                           | 2                       | 266,813        | 321,458        | Namba Ai ~Ima, Omou Koto~                     |
| 27 грудня 2017 року   | «Warota People»             | 1                           | 1                       | 273,499        | 338,133        |                                               |
| 4 квітня 2018 року    | «Yokubomono»                | 1                           | 1                       | 193,740        | 271,856        |                                               |
| 17 жовтня2018 року    | «Boku Datte naichau yo»     | 1                           | 1                       | 238,269        | 347,928        |                                               |
| 20 лютого 2019 року   | «Tokonoma Seiza Musume»     | 1                           | 1                       | 196,592        | 339,477        |                                               |
| 14 серпня 2019 року   | «Bokō e Kaere!»             | 1                           | 1                       | 195,471        | 211,228        |                                               |
| 6 листопада 2019 року | «Hatsukoi Shijo Shugi»      | 1                           | 1                       | 166,684        |                |                                               |

### DVD
| реліз                | Назва |
| -------------------- | --- |
| 22 липня 2011 року   | NMB48 1st Stage "Dareka no Tame ni" (яп. NMB48 1st公演「誰かのために」)                                                                  |
| 21 серпня 2012 року  | NMB48 2nd Generation Member's Stage "Party ga Hajimaruyo Senshūraku -2012.5.2-" (яп. NMB48 2期生公演「PARTYが始まるよ」千秋楽-2012.5.2-) |
| 25 вересня 2012 року | NMB48 Team N 2nd Stage "Seishun Girls" (яп. NMB48 チームN 2nd Stage「青春ガールズ」)                                                     |
| 1 січня 2014 року    | Team BII 1st Stage "Aitakatta" Senshūraku -2013.10.17- (яп. Team BII 1st Stage「会いたかった」千秋楽-2013.10.17-)                        |

## Відеокліпи
| Сингл № | Назва                           | Офіційний канал на YouTube                                                                             |
| ------- | ------------------------------- | --- |
| 1       | «Zetsumetsu Kurokami Shoujo»    | дивитися [Архівовано 17 травня 2018 у Wayback Machine.]                                                |
| 2       | "Oh My God! "                   | дивитися [Архівовано 17 травня 2018 у Wayback Machine.]                                                |
| 2       | «Kesshou (Shirogumi)»           | дивитися [Архівовано 10 грудня 2016 у Wayback Machine.]                                                |
| 3       | «Junjou U-19»                   | дивитися [Архівовано 5 квітня 2017 у Wayback Machine.]                                                 |
| 4       | «Nagiichi»                      | дивитися [Архівовано 25 липня 2017 у Wayback Machine.]                                                 |
| 5       | «Virginity»                     | дивитися [Архівовано 22 квітня 2016 у Wayback Machine.]                                                |
| 5       | «Mosou Girlfriend»              | дивитися [Архівовано 30 серпня 2017 у Wayback Machine.]                                                |
| 6       | «Kitagawa Kenji»                | дивитися [Архівовано 6 серпня 2017 у Wayback Machine.]                                                 |
| 6       | «Ren'ai Higai Todoke (Akagumi)» | дивитися [Архівовано 7 вересня 2017 у Wayback Machine.]                                                |
| 7       | «Bokura no Eureka» (Dance ver.) | см. [Архівовано 30 липня 2017 у Wayback Machine.] превью [Архівовано 30 липня 2017 у Wayback Machine.] |